# Os Heróis de Telemark
Os Heróis de Telemark (em inglês:  The Heroes of Telemark) é um filme britânico de 1965, dos gêneros drama, ação, ficção histórica e guerra, dirigido por Anthony Mann. O roteiro, de Ivan Moffat e Ben Barzman, baseia-se no livro The Heroes of Telemark, de John Drummond e Knut Haukelid. 
A trilha sonora é de de Malcolm Arnold

## Sinopse
Em 1942, na Noruega, membros da resistência lutam para destruir uma usina alemã de deutério.

## Elenco
- Kirk Douglas ....... Dr. Rolf Pedersen
- Richard Harris ....... Knut Straud
- Ulla Jacobsson ....... Anna Pedersen
- Michael Redgrave ....... Tio
- David Weston ....... Arne
- Sebastian Breaks ....... Gunnar
- John Golightly ....... Freddy
- Alan Howard ....... Oli
- Patrick Jordan ....... Henrik
- William Marlowe ....... Claus
- Brook Williams ....... Einar
- Roy Dotrice ....... Jensen
- Anton Diffring ....... Major Frick
- Ralph Michael ....... Nilssen
- Eric Porter ....... Terboven
- Wolf Frees ....... Knippelberg
- Karel Stepanek ....... Hartmuller
- Gerard Heinz ....... Ernardt